# Antidesma gillespieanum
Antidesma gillespieanum är en emblikaväxtart som beskrevs av Albert Charles Smith. Antidesma gillespieanum ingår i släktet Antidesma och familjen emblikaväxter.
Artens utbredningsområde är Fiji. Inga underarter finns listade i Catalogue of Life.